# Жан-Домінік Компан
Жан-Домінік Компан (*Jean Dominique Compans, 26 червня 1769 —†10 листопада 1845) — французький генерал часів Першої імперії, граф.

## Життєпис
Народився у 1769 році у м.Салі-дю-Салат. Походив з дворянської родини. Батьки бажали, щоб Жан-Домінік став священиком, але той обрав кар'єру військового. Він підтримав Французьку революцію. У 1789 році зараховується до національної гвардії. У 1791 році стає капітаном, у 1793 році — командиром батальйону. В цей час побував в Альпійській та Італійській армії. Воював проти Іспанії. У 1796–1797 роках бере участь в Італійському поході. У 1798 році призначається лчільником штабу піхоти Італійської армії. У 1799 році стає бригадним генералом. Відзначився у військовій кампанії проти Австрії, зокрема у битвах при Монтебело, Мурацо, Маренго. У 1801 році призначається губернатором провінції Кунео (Італія). У 1804 році, після отримання Наполеоном Бонапортом повної влади отримує Орден Почесного легіону, начальником штабу 4-го корпусу.
У 1805 році призначається головою 5-го корпусу маршала Жана Ланна. На цій посаді бере участь у битві під Аустерліцом. 23 листопада 1806 року стає дивізійним генералом. Добре проявив в себе у військовій кампанії 1807 року проти Прусії. За ці звитяги стає кавалером Ордена Почесного легіону, а у 1808 році — графом імперії. Тоді ж призначається начальником штабу Армії Німеччини на чолі з маршалом Даву.
Жан-Домінік Компан активно проявив себе у військовій кампанії 1812 року проти Росії (був очільником 5 дивізії Ельбського корпусу). Був при взятті Смоленька, зміг захопити Шевардинський редут перед початком Бородинської битви, одним з перших атакував Багратіонови флеши. В подальшому відзначився у битві за Малоярославець. також був у перших рядах військової кампанії 1813 року — звитяжив у битвах при Люцені, Бауцені, Меккерні, Лейпцигу. За це отримав Великий хрест Імператорського ордену. Був учасником битв кампанії 1814 року: при Фер-Шампенуазі, Кле-Суї, Парижі. Багато зробив для відтермінування капітуляції французької армії.
Незважаючи на падіння Наполеона I Компан зберіг своє становище й при Бурбонах, отримавши Велику стрічку Ордена Почесного легіону. Увійшов до військової ради. Втім підтримав Бонапарта під час Ста днів. Після цього бився при Ватерло, де потрапив у полон до англійців. Після повернення до Франції у 1815 році стає пером, учасником суду над маршалом Неєм, голосував за його страту. У 1818 році отримує звання генерал-лейтенант королівської амрії. Через деякий час після сходження у 1830 році на трон Луї-Філіппа I, якого Компан підтримав, пішов у відставку внаслідок хвороб, віддалившись до свого замку Бланьяк, де й помер 10 листопада 1845 року.

## Родина

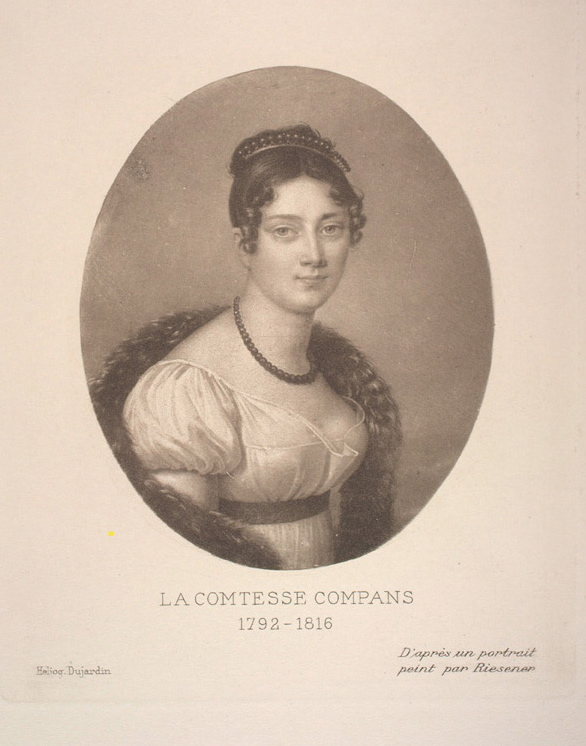
Луїза-Октавія Лекок

Дружина — Луїза-Октавія Лекок (д/н—1816)
Діти:
- Наполеон Домінік (1813–1847)
- Луїза-Франсуаза-Адольфіна-Люсіль (1816–1878)